# Cenová válka
Cenová válka je způsob konkurenčního boje, jenž je doprovázen sériemi slev z ceny. Projevuje se tak, že jeden z konkurentů sníží svoji cenu a ostatní jej následují. Cenové války jsou krátkodobě přínosné především pro spotřebitele, kteří mohou využít těchto nižších cen. Tento boj se však mnohdy stává nevýhodným až likvidačním pro jednu či dokonce více firem.

## Vznik cenové války
- Odvětví disponuje přebytečnou kapacitou.
- Produkt je komodita (všechny produkty jsou idnetické nebo hodně podobné).
- Odvětví zaznamenává malý růst.
- Odvětví má oligopolní strukturu (několik velkých výrobců).[1]

## Cenová válka v teorii her
Teorie her popisuje nejen důsledky cenové války, ale může i objasnit, proč k ní nedochází, respektive proč k ní dochází jen někdy. Když si představíme dvě firmy, které dodávají identický produkt a mají téměř identickou poptávkovou křivku, tak o tom, který výrobek si zákazníci koupí, rozhoduje hlavně cena.
Zpočátku obě firmy prodávají své produkty za stejné ceny. Pak jedna z firem zlevní, aby získala větší tržní podíl. Konkurence si toho nakonec všimne a může buď ponechat svoji stávající cenu a pokusit se nějak odlišit nebo může zlevnit na cenu konkurence nebo ještě níže. Pokud obě opakovaně zvolí druhou možnost, pak dochází k cenové válce mezi firmami.

## Strategie tvorby nízkých cen
Cenová válka spočívá v boji mezi firmami o zákazníky prostřednictvím snižování cen, používají se k tomu následující strategie cenotvorby:
- Strategie trvale nízkých cen – zákazníci spoléhají na permanentně nízké ceny, je to nízkonákladová strategie, která nepoužívá výprodejové akce a akční letáky. Této strategii se musí přizpůsobit další marketingové proměnné, firma musí především snížit náklady na provoz a tomu i přizpůsobit design prodejny, jinak by se tato strategie stala nefunkční.
- Strategie nízkých cen – cena zde hraje klíčovou roli, je určujícím a dominantním faktorem, který vytváří image firmy.
- Strategie selektivně nízkých cen – v této strategii dochází k vytipování určitých produktů v rámci sortimentu, na základě nichž zákazník posuzuje celkovou cenovou úroveň sortimentu.
- Strategie výprodejových cen – výprodejové akce jsou velmi populární a využívá je řada obchodů s různým sortimentem, jako jsou například obchody s obuví, textilem či supermarkety. Výprodeje jsou také typické pro konec sezóny, kdy obchodníci potřebují uvolnit místo na nové zboží.
- Strategie cenových garancí – prodejce se svým zákazníkům zaručí, že jim poskytuje nejnižší cenu v rámci konkurenčních výrobků a garantuje vrácení částky, o niž jeho cena převyšuje cenu konkurenčního produktu.
- Penetrační strategie – typická u nově vznikajících firem, které se snaží zákazníky nalákat na nízké ceny.[3]

## Jak předcházet cenové válce
- Změny by se měly signalizovat předem a tím se společnost vyvaruje panické reakce konkurentů.
- Pečlivě vyhodnotit každou změnu cen konkurentů.
- Nereagovat ukvapeně a vyčkávat, jestli a případně jak se změna ceny konkurentů promítne do prodejů.
- Vytvářet cenové struktury, které se těžce srovnávají (extra poplatky apod.).[1]

## Kdy má smysl vést cenovou válku
- Pokud je společnost ekonomicky dostatečně silná.
- Pokud společnost působí na širším trhu, pak výrobce s odbytem v několika zahraničních zemích může hradit válečné ztráty vyššími cenami exportního zboží.
- Cenovou válku lze také využít k reklamním účelům. I když hráči utrpí ztráty zisku, spoléhají se na neplacenou reklamu v médiích. Dávají tak konkurenci najevo svou sílu a ekonomickou aktivitu.
- Společnost může dosáhnout zisk, pokud poskytuje výrazně lepší služby než konkurenti. Rozhodují např. kvalita servisu, záruční lhůta i rychlost dodání.[4]